# 片瀬ゆき
片瀬ゆき（かたせ ゆき、1980年9月29日 - ）は、埼玉県出身の女優、ダンサー、タレント、モデルである。元レースクイーン、ラウンドガール。大妻中野高校、フェリス女学院大学文学部英文科卒業。

## 経歴
ビックカメラ全国代表モデルに選出され、デビュー。
女優・モデルとして映画やドラマ・舞台・ミュージカルに出演。
コラムニストとして日経誌や週刊誌等に執筆活動を行う他、
ダンサーとしてアーティストのPVやテレビCMに出演。

## 出演

### 写真集・DVD
- 『ENDLESS』写真集・DVD（ぶんか社）
- 『Summer Snow』写真集・DVD
- 『艶闘』（扶桑社）
- 『Sexy Venus』（taisei、2009年）
- 『Sexy Venus II』（taisei、2009）

### 映画
- 晴れたらポップな僕の生活（東映）
- デコトラの鷲4（東映）
- マッドコブラ

### テレビドラマ
- のだめカンタービレ（フジテレビ） - グラビアタレント役
- 今週、妻が浮気します（フジテレビ） - 月刊ボーノ・美人編集部員役
- トップキャスター（フジテレビ） - 女性タレント役
- ウエディングプランナー SWEETデリバリー（フジテレビ）
- タブロイド（フジテレビ）
- 連鎖怪談（KBS京都・テレビ神奈川・テレビ埼玉・三重テレビ）
- ナニワ金融道 パート4（フジテレビ）

### テレビその他
- 女優魂（中京テレビ）
- ココリコミラクルタイプ（フジテレビ） - 小西真奈美の友人役
- ダウンタウンのガキの使いやあらへんで!!（日本テレビ）
- 『ぷっ』すま（テレビ朝日）
- ひみつのアラシちゃん!（TBS）

### 舞台ほか
- ミュージカル『コールミーhero!』（なかのZERO大ホール、のち全国公演）
- パントマリオ（なかの芸能小劇場） - 主演
- 東京ガールズコレクション - オープニング出演

### コラム・執筆
- 週刊SPA!（扶桑社）
- 朝日新聞（朝日新聞社）
- 日経クリック（日経BP社）
- CD-ROM Fan（NTTコミュニケーションズ）

他

### CM
- LION「BAN」
- キリンビバレッジ「午後の紅茶」
- SUZUKI「Kei」
- アイフル
- 資生堂「エリクシール」

### ラジオ
- はぴぱら!（文化放送）
- 片瀬ゆきのダイスボックス（NTT@livingラジオ）
- Super Freaks（Date fm）
- フライデーフライデー（ラジオ3）

### 公式サイト
- 片瀬ゆきオフィシャルブログ
- 片瀬ゆきのprivate room